# هدی عاقل

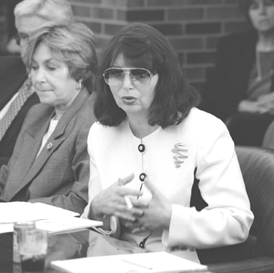
هدی در حال سخنرانی در کنفرانس علوم اعصاب

هدی آکیل (عربی: هدی عاقل؛ انگلیسی: Huda Akil، زاده ۱۹۴۵) عصب‌شناس سوری-آمریکایی است که تحقیقاتش به درک عصب‌شناسی احساسات، از جمله درد، اضطراب، افسردگی و سوء مصرف مواد کمک کرده است. آکیل و همکارانش بیشتر به دلیل ارائه اولین شواهد فیزیولوژیکی برای نقش اندورفین در مغز و نشان دادن اینکه اندورفین‌ها در اثر استرس فعال می‌شوند و می‌توانند باعث مهار درد شوند، شناخته شده‌اند.
آکیل استاد برجسته علوم اعصاب گاردنر سی کوارتون در گروه روان‌پزشکی دانشکده پزشکی دانشگاه میشیگان است. او قبلاً به همراه همسرش استنلی واتسون به عنوان مدیر مشترک مؤسسه علوم اعصاب مولکولی و رفتاری و گره دانشگاه میشیگان در کنسرسیوم تحقیقاتی اختلالات عصبی روان‌پزشکی پریتزکر خدمت کرده است. آکیل همچنین یکی از هفت دانشمند برجسته ای است که گروه ویژه تحقیقاتی هوپ فور دپرسیشن را تشکیل می‌دهد. این گروه ویژه طرح تحقیقاتی را ایجاد کرده است که پیشرفته‌ترین دانش حال حاضر در زمینه ژنتیک، اپی ژنتیک، زیست‌شناسی مولکولی، الکتروفیزیولوژی و تصویربرداری مغز را در تلاش برای تسریع تحقیقات علمی پیشرفته در رابطه با افسردگی و اختلالات روحی مرتبط با آن را توسعه می‌دهد. در طول دوران حرفه‌ای خود، او جوایز متعددی دریافت کرده و عضو انجمن‌های مختلفی بوده است. از جمله مهم‌ترین افتخاراتش، ریاست انجمن علوم اعصاب (Society for Neuroscience)، بزرگ‌ترین سازمان علوم اعصاب در جهان، بوده است.

## اوایل زندگی و تحصیل
او پس از خواندن کتابی دربارهٔ ماری کوری، فیزیکدان بزرگ و برنده جایزه نوبل، که یکی از راهبه‌های فرانسوی در کتابخانه به او داده بود، به زندگی علمی علاقه‌مند شد. او این لحظه را به عنوان یک «نقطه عطف» در زندگی‌اش در نظر می‌گیرد، جایی که متوجه شد یک زن که دور از مراکز دانش مانند بریتانیا، فرانسه و ایالات متحده بزرگ شده است، می‌تواند مانند کوری یک دانشمند بزرگ شود. او مدرک کارشناسی خود را از دانشگاه آمریکایی بیروت در لبنان دریافت کرد. او با یک بورسیه تحصیلی از بنیاد راکفلر که نیازمند کسب نمرات عالی (A) بود، به عنوان دانشجوی سال دوم وارد دانشگاه شد. این امر به ویژه دشوار بود، زیرا او به زبان انگلیسی مسلط نبود، اما این شرط را برآورده کرد و در سال ۱۹۶۷ با مدرک لیسانس روان‌شناسی با درجه سوما کام لوده (بالاترین افتخار) فارغ‌التحصیل شد. عاقل در ابتدا به روان‌شناسی زبان علاقه‌مند شد، علاقه‌ای که توسط پدرش، که یک روان‌شناس بود، در او ایجاد شده بود.
پس از فارغ‌التحصیلی، عاقل به مدت یک سال در دانشگاه آمریکایی بیروت به عنوان دستیار تدریس مشغول به کار شد و سپس برای ادامه تحصیل به ایالات متحده رفت و در دانشگاه آیووا ثبت نام کرد. در دانشگاه آیووا، او یک دوره آموزشی دربارهٔ مبانی علوم اعصاب و فارماکولوژی گذراند و به این حوزه علاقه‌مند شد. این علاقه، او را به سمت انجام یک دوره کارآموزی در آزمایشگاه الکتروفیزیولوژی سوق داد، جایی که با استیو فاکس روی تحقیقات مربوط به یادگیری کار کرد. عاقل خیلی زود برای تحصیل در مقطع دکترا در دانشگاه کالیفرنیا، لس‌آنجلس (UCLA) پذیرفته شد. در UCLA، او با جان لیبسکیند روی تحقیقات مربوط به درد کار کرد و پس از اتمام دکترای خود، به آزمایشگاه جک بارچاس در دانشگاه استنفورد پیوست.

## حرفه و پژوهش‌ها
تحقیقات عاقل حوزه‌های بسیاری را پوشش می‌دهد، اما به‌طور کلی ریشه در درک احساسات دارد. در طول دوران حرفه‌ای او، تحقیقاتش شامل کار روی گیرنده‌های مواد افیونی، تحلیل ساختار و عملکرد، مطالعات رفتاری، نوروبیولوژی اختلالات شدید روانی، کالبدگشایی مغز پس از مرگ و تحقیقات ژنتیک مولکولی بوده است. عاقل می‌گوید: «همیشه موضوع این بوده که سعی کنیم مدارهای احساسات را بفهمیم. من همیشه به این علاقه‌مند بوده‌ام که چگونه فرایند پاسخ به دنیا، مغز را تغییر می‌دهد و چگونه، به نوبه خود، مغز محیط و درک حیوان از جهان را تغییر می‌دهد. من همه این‌ها را دوست دارم.»